# هايبرنت
الهايبرنت هي بيئة مبنية على الجافا عملها الاساسي الربط العلاقي بين الجداول لقاعدة البيانات. فكره هذه الاداة تقوم على إنشاء الجدوال المطلوبة للبرنامج كــ Java classes. كل java class والتي تمثل جدول لقاعدة البيانات يجب إنشاء ملف hbm.xml والذي يحتوي على تفاصيل الربط.